# Torneo Preolímpico Asiático Femenino de Rugby 7 2019
El Torneo Preolímpico Asiático de Rugby 7 2019 fue el torneo que determinó el clasificado para el Torneo femenino de rugby 7 en los Juegos Olímpicos de Tokio 2020.
Se disputó en el Guangzhou Higher Education Mega Center Central Stadium de Guangzhou, China.
El campeón del torneo fue la selección de China, quienes clasificaron por primera vez a los Juegos Olímpicos, mientras que el segundo y tercer puesto, Hong Kong y Kazajistán respectivamente, obtuvieron el cupo al Torneo Preolímpico Mundial.

## Fase de grupos

### Grupo A
| Equipo        | Encuentros | Encuentros | Encuentros | Encuentros | Tantos  | Tantos    | Tantos     | Puntos |
| Equipo        | jugados    | ganados    | empatados  | perdidos   | a favor | en contra | diferencia | Puntos |
| ------------- | ---------- | ---------- | ---------- | ---------- | ------- | --------- | ---------- | ------ |
| China         | 3          | 3          | 0          | 0          | 146     | 7         | +139       | 9      |
| Hong Kong     | 3          | 2          | 0          | 1          | 81      | 49        | +32        | 7      |
| Sri Lanka     | 3          | 1          | 0          | 2          | 26      | 87        | –61        | 5      |
| Corea del Sur | 3          | 0          | 0          | 3          | 5       | 115       | –110       | 3      |

Nota: Se otorgan 3 puntos al equipo que gane un partido, 2 al que empate y 1 al que pierda

### Grupo B
| Equipo     | Encuentros | Encuentros | Encuentros | Encuentros | Tantos  | Tantos    | Tantos     | Puntos |
| Equipo     | jugados    | ganados    | empatados  | perdidos   | a favor | en contra | diferencia | Puntos |
| ---------- | ---------- | ---------- | ---------- | ---------- | ------- | --------- | ---------- | ------ |
| Kazajistán | 3          | 3          | 0          | 0          | 97      | 17        | +80        | 9      |
| Tailandia  | 3          | 2          | 0          | 1          | 81      | 17        | +64        | 7      |
| Singapur   | 3          | 1          | 0          | 2          | 20      | 98        | –78        | 5      |
| Filipinas  | 3          | 0          | 0          | 3          | 24      | 90        | –66        | 3      |

## Fase Final

### Semifinal
| 10 de noviembre | Kazajistán | 7 - 19 | Hong Kong |  |  |

| 10 de noviembre | China | 34 - 0 | Tailandia |  |  |

### Tercer puesto
| 10 de noviembre | Kazajistán | 17 - 14 | Tailandia |  |  |

### Final
| 10 de noviembre | Hong Kong | 0 - 33 | China |  |  |

| Bandera de la República Popular China |
| Campeón China                         |